# جبهة غربية (الاتحاد السوفيتي)
الجبهة الغربية واحدة من الجبهات العِدّة التي أقامها الجيش الأحمر أثناء الحرب العالمية الثانية، ويختلف مفهوم الجبهة في العقيدة العسكرية السوفيتية عن المفهوم العام للجبهة العسكرية الذي يمثّل منطقة جغرافية أثناء الحرب على الرغم من عمل الجبهات السوفيتية هي الأخرى داخل حدود جغرافية محددة مسبقًا.
تشكّلت الجبهة الغربية في 22 يونيو 1941 على غرار المنطقة الغربية العسكرية الخاصة (التي كانت تُعرف باسم منطقة بيلاروسيا العسكرية الخاصة قبل يوليو 1940) وعلى رأسها جنرال الجيش دميتري بافلوف (استمرارًا من موقعه كقائد عام للمنطقة العسكرية منذ يوليو 1940).
بلغ طول الحد الغربي للجبهة في يونيو 1941 قرابة 470 كم؛ ممتدًا من الحدود الجنوبية للتوانيا وحتى نهر بريبيات وبلدة فلودافا لتصبح بذلك حلقة الوصل بين الجبهة الشمالية الغربية الممتدة بين الحدود اللتوانية وبحر البلطيق والجبهة الجنوبية الغربية في أوكرانيا.

## القادة
- جنرال الجيش دميتري بافلوف (22 يونيو- أُعدم في 22 يوليو 1941)
- المارشال سيميون تيموشينكو (22 يوليو - سبتمبر 1941)
- الكولونيل العام إيفان كونيف (سبتمبر - أكتوبر 1941)
- الكولونيل العام غيورغي جوكوف (أكتوبر 1941 - أغسطس 1942)
- الكولونيل العام إيفان كونيف (أغسطس 1942 - فبراير 1943)
- الكولونيل العام فاسيلي سوكولوفسكي (فبراير 1943 - عُزل لعدم كفاءته في إبريل 1944)